# 雷庄镇
雷庄镇，是中华人民共和国河北省唐山市滦州市下辖的一个乡镇级行政单位。

## 行政区划
雷庄镇下辖以下地区：
雷庄村、黄庄村、前张亭子村、后张亭子村、土山村、邵庄村、徐庄村、南纪庄子村、西郭庄村、曹各庄村、前羿各庄村、后羿各庄村、前何寨村、后何寨村、樊店子村、贾各庄村、新农村、新店子村、后店子村、陈山头村、石佛口村、中新立庄村、颜庄村、解各庄村、杨各庄村、董庄子村、黄庄子村、大阚庄村和郝家院头村。